# Nathalie Thiede
Nathalie Thiede (* 2. Juni 1987 in Hamburg) ist eine deutsche Schauspielerin.

## Karriere
Thiede nahm drei Jahre lang Unterricht an der Hamburger Stage School im Fachbereich Ballett, Schauspiel, Jazz, Hip-Hop und Gesang. Außerdem war sie drei Jahre lang Sängerin der Band Lollipops. Danach nahm sie Unterricht in Gesang und Hip-Hop und arbeitete für einige Unternehmen als Model. Die Rolle der Nina Sommer in der Serie Alles was zählt war ihr erstes größeres TV-Engagement. Dort war sie vom 4. September 2006 bis zum 28. Oktober 2009 zu sehen. Weitere Fernsehrollen folgten.
2009 begann sie ein Schauspielstudium an der Hochschule für Schauspielkunst „Ernst Busch“ Berlin, das sie 2013 abschloss.
Von 2013 bis 2015 spielte Thiede am Schauspiel Stuttgart, 2016 und 2018 trat sie am Vorarlberger Landestheater auf. Seit 2020 gehört sie zum Ensemble des Deutschen Theaters Göttingen.

## Filmografie (Auswahl)
- 2006–2009: Alles was zählt (Fernsehserie, 24 Folgen)
- 2012: Heiter bis tödlich: Akte Ex (Fernsehserie, Folge Fernweh)
- 2013: Polizeiruf 110 – Laufsteg in den Tod (Fernsehreihe)
- 2013: Hubert und Staller – Die ins Gras beißen
- 2014: Für immer
- 2016: Tschiller: Off Duty
- 2016: Die Akte General (Fernsehfilm)
- 2016: Tatort – Ein Fuß kommt selten allein (Fernsehreihe)
- 2017: Der Alte (Fernsehserie, Folge Der letzte Tanz)
- 2017: SOKO Kitzbühel (Fernsehserie, Folge La Mordida)
- 2017: Inga Lindström – Entscheidung für die Liebe (Fernsehreihe)
- 2019: In aller Freundschaft – Die jungen Ärzte (Fernsehserie, Folge Mit letzter Kraft)
- 2019: Nachtschwestern (Fernsehserie, Folge Ausnahmezustand)
- 2019: Verliebt auf Island (Fernsehfilm)
- 2020: MaPa (Fernsehserie, Folge: Altes Ego)
- 2021: Inga Lindström – Geliebter Sven (Fernsehreihe)
- 2021: SOKO Köln (Fernsehserie, Folge Schwarzer Tag)
- 2021: Am Ende der Worte (Fernsehfilm)
- 2023, 2024: In aller Freundschaft – Die jungen Ärzte (Fernsehserie, Folgen Spätzünder, Befreiung)
- 2024: Morden im Norden  (Fernsehserie, Folge Keiner von uns)

## Theater (Auswahl)
- 2020: Der Riss durch die Welt von Roland Schimmelpfennig – Deutsches Theater Göttingen, Regie: Theo Fransz
- 2021: Alles muss glänzen von Noah Haidle – Deutsches Theater Göttingen, Regie: Isabel Osthues
- 2021: Der Schimmelreiter von Theodor Storm – Deutsches Theater Göttingen, Regie: Daniel Foerster
- 2021: Der satanarchäolügenialkohöllische Wunschpunsch von Michael Ende – Deutsches Theater Göttingen, Regie: Moritz Franz Beichl
- 2022: Nichts. Was im Leben wichtig ist von Janne Teller in einer Bühnenfassung von Andreas Erdmann  – Deutsches Theater Göttingen
- 2022: Cabaret nach dem Buch von Joe Masteroff – Deutsches Theater Göttingen, Regie: Aureliusz Śmigiel
- 2022: PARDAUZ! SCHNUPDIWUP! KLIRRBATSCH! RABUM! von Rebekka Kricheldorf und Hannah Zufall – Deutsches Theater Göttingen, Regie: Annette Pullen
- 2022: Das letzte Haus vom Ensemble des Deutschen Theater Göttingen und Prinzip Gonzo – Deutsches Theater Göttingen, Regie: Prinzip Gonzo
- 2023: Mitwisser von Enis Maci – Deutsches Theater Göttingen, Regie: Selina Girschweiler
- 2023: Cyrano de Bergerac Komödie von Martin Crimp nach Edmond Rostand – Deutsches Theater Göttingen, Regie: Annette Pullen
- 2023: Der Kirschgarten Komödie von Anton Tschechow übersetzt von Thomas Brasch – Deutsches Theater Göttingen, Regie: Erich Sidler
- 2023: Fischer Fritz von Raphaela Bardutzky – Deutsches Theater Göttingen, Regie: Meera Theunert
- 2024: Der große Gatsby Vaudeville-Show nach dem Roman von F. Scott Fitzgerald – Deutsches Theater Göttingen, Regie: Katharina Ramser
- 2024: Queerio von Philipp Löhle – Deutsches Theater Göttingen, Regie: Johannes Rieder
- 2024: La Révolution #1 – Wir schaffen das schon von Joël Pommerat übersetzt von Isabelle Rivoal – Deutsches Theater Göttingen, Regie: Schirin Khodadadian
- 2024: Leonce und Lena von Georg Büchner – Deutsches Theater Göttingen, Regie: Tanju Girişken
- 2024: Die Nacht, als Laurier erwachte von Michel Marc Bouchard übersetzt von Frank Heibert – Deutsches Theater Göttingen, Regie: Michael Letmathe
- 2025: Die ersten hundert Tage von Lars Werner – Deutsches Theater Göttingen, Regie: Ebru Tartıcı Borchers
- 2025: Mephisto von Klaus Mann in einer Bühnenfassung von Bastian Kraft – Deutsches Theater Göttingen, Regie: Erich Sidler